# Dadaş İbrahimov
Dadaş İbrahimov, född 4 juli 1976, är en friidrottare från Azerbajdzjan. Han deltog vid olympiska sommarspelen 2004.